# Liste der Monuments historiques in Castelviel
Die Liste der Monuments historiques in Castelviel führt die Monuments historiques in der französischen Gemeinde Castelviel auf.

## Liste der Bauwerke
| Bezeichnung       | Beschreibung              | Standort | Kennzeichnung | Schutzstatus | Datum | Bild |
| ----------------- | ------------------------- | -------- | ------------- | ------------ | ----- | ---- |
| Kirche Notre-Dame | Erbaut im 12. Jahrhundert | (Lage)   | PA00083510    | Classé       | 1908  |      |

## Liste der Objekte
| Bezeichnung | Beschreibung          | Standort                        | Kennzeichnung | Schutzstatus | Datum | Bild |
| ----------- | --------------------- | ------------------------------- | ------------- | ------------ | ----- | ---- |
| Glocke      | Bronze, 1566 gegossen | in der Kirche Notre-Dame (Lage) | PM33000454    | Classé       | 1942  |      |